# Білоруська партія соціалістів-революціонерів

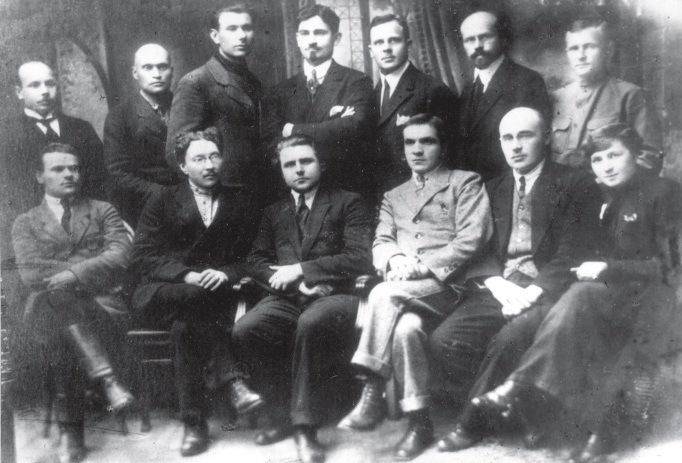
Фракція Білоруської партії соціалістів-революціонерів Першої загальнонаціональної політичної конференції у Празі, Вересень 1921

Білоруська партія соціалістів-революціонерів (БПС-Р), Партія білоруських есерів — політична партія в 1918 - 1924. 
Почала формуватися у квітні 1918.  Ініціатором сгварення БПС-Р була народницька група на чолі з Т. Грибом і П. Бодуновою, яка виступила проти правого крила ЦК Білоруської соціалістичної громади (БСГ) за його підтримку німецької орієнтації Ради Білоруської Народної Республіки і заявила про свою автономію в рамках БСГ. 
Представники групи вийшли з Народного секретаріату БНР і в травні 1918 заявили про створення БПС-Р.  Керівне ядро партії склали вихідці з БСГ: М.  Асвятимський, П. Бодунова, Т. Гриб, Л. Заяц, А. Карач, Я. Ладнов, Я. Мамонька, А. Маркевич, С. Некрашевич, М.  Пашкевич, В. Русак, Е. Трофимов, Я. Чарапук, Ф. Шантир, М. Шило та ін.  Пізніше до них приєдналися В.Ластовський і А. Цвікевич. 
Друковані органи - «Білоруська думка», «Громадянин» (Вільнюс), «Рідний край» (Гродно), «Наша колія» (Слуцьк), «3маганне» (Мінськ). У Мінську, Гродно і Вільно діяли губернські комітети БПС-Р. У 1920 налічувала понад 20 тис. членів, у т. ч. 5 тис. партійних функціонерів. Керувала діяльністю «Громади молодої» (10 тис. членів), «Зв'язки білоруського селянства» (20 тис. членів), контролювала Всебілоруський учительський союз, Гродзенську селянську раду. 

## Програмні положення
Від самого початку свого існування БПС-Р почала претендувати на авангардну роль в білоруському суспільно-політичному русі. В основі тактики БПС-Р була програма БСГ. У брошурі «Чого домагається Білоруська партія соціалістів-революціонерів» (видана в червні 1918) ЦК БПС-Р, звертаючись до селянських мас, заявив, що впевнений "у перемозі білоруської революції» і тому вступив «у нерівний бій за свої народницькі ідеали, ідеали революції і соціалізму».  Він закликав робітників до активної революційної боротьби проти «гноблення і свавілля німецьких окупантів, за встановлення справжнього народовладдя в Білорусі».  Партія заявила про свою соціалістичну орієнтацію, підтвердила, що введення соціалістичного ладу можливе через розвиток класової боротьби і соціалістичної революції, залишаючись при цьому виразником селянських прагнень білоруського села. 
У національному питанні БПС-Р відмовилася від ідеї БСГ про територіальну автономію Білорусі в рамках Російської демократичної федеративної республіки і однозначно висловилася за здійснення права вільного самовизначення за всіма народами колишньої царської імперії, при якому основні закони і форми влади визначив би Всебілоруський установчий з'їзд. Хоча партія допускала встановлення федеративних відносин Білорусі з Росією, розв'язання цього питання вона розглядала в контексті перемоги світової революції і створення всесвітньої федерації. 
В аграрному питанні БПС-Р в основному повторювала програму БСГ.  Але були і деякі доповнення.  Зокрема, ставилося завдання домагатися встановлення норми земельного наділу не нижче споживчої та не вище робочої.  Віддаючи пріоритет трудовому селянству, партія вважала, що необхідно здійснити соціалізацію землі, тобто скасувати приватну власність на неї і встановити урівнювально-трудове землекористування, яке б виключало найману працю.  БПС-Р, як і всі селянські партії, оголошувала землю народною власністю.  У роки іноземної інтервенції партія білоруських есерів висунула положення «створити крайовий земельний фонд, з якого безкоштовно наділяти землею всіх, хто побажає власними силами її обробляти.  Для планового землеустрою створити особливі земельні комітети в волостях, повітах, губерніях і центральний Всебілоруський». 
Багато програмних положень БПС-Р перегукувалися з більшовицькими.  Однак в них були закладені і риси майбутніх розбіжностей.  Найістотніша з них - ставлення до селянства.  Білоруські есери вважали його (за винятком куркульства) робітником і таким чином природним прихильником соціалізму, а з кількісної його переваги виводили гегемонію в революції.  У політичних деклараціях вони пропагували думку про особливу роль аграрних держав у світовому революційному процесі, які підштовхували пролетаріат до рішучих дій. 

## Історія
До осені 1918 БПС-Р значно розширила свій вплив на селянські маси, закріпила політичні позиції на окупованій німецькими військами території Білорусі. ЦК партії примкнув до повстанського руху, намагався встановити контроль над партизанськими загонами в Мінській та Гродненській губернії. Тут діяли «селянські дружини», які пізніше були зведені у «Зв'язок білоруського трудового селянства». Вони в основному виконували функції загонів самооборони - вели боротьбу проти німецьких окупаційних властей. У липні 1918 в Раді БНР есерівська фракція висловила недовіру уряду Р. Скірмунта, сформованому з представників поміщицьких організацій.  Під тиском есерів «кабінет міністрів» подав у відставку.  Було сформовано коаліційний уряд, куди увійшли й есерівські представники на чолі з соціалістом-федералістів Я. Середою.  Але цей уряд швидко передав свої повноваження новому «Народному секретаріатові» (четвертому його складу), який очолив лідер білоруських соціал-демократів А. Луцкевич. Білоруські есери практично не мали впливу на цей уряд.  Вони не змогли змінити і політичну орієнтацію Ради БНР, що продовжувала співпрацювати з німецькою окупаційною адміністрацією.  Це змусило ЦК БПС-Р переглянути тактику партії в боротьбі з німецькими властями, яка все більше зводилася до збройного опору. 
У жовтні 1918 ЦК БПС-Р видав звернення «Час пробив - далі чекати не можна» і «Що робити». У них він закликав білоруських селян, робітників і народну інтелігенцію провести на всій території Білорусі вибори в місцеві волосні, повітові і губернські Поради і в міру їх формування передати їм всю повноту влади. ЦК закликав також провести 2-й Загальнобілоруський з'їзд, який і повинен був від імені білоруського народу закріпити незалежність БНР. Однак здійснити задумане не вдалося. Під час відходу німецьких військ з території Білорусі керівництво БПС-Р висунула гасло боротьби проти 2 окупантів - Німеччини і Росії. У спільній з соціалістами-федералістами декларації ЦК БПС-Р заявив, що незалежності БНР можна домогтися тільки при опорі на «власні сили білоруського трудового народу». У декларації була сформульована ідея «третьої сили» в білоруській революції, під якою малися на увазі самі есери. Оголошуючи революційні гасла, ЦК БПС-Р одночасно прагнув домовитися з німецькою окупаційною адміністрацією про передачу державної влади в Білорусі Раді БНР, яка в кінці 1918 намагалася розгорнути свою діяльність у Гродно. Німецька адміністрація відмовилася задовольнити вимоги ЦК БПС-Р. Проте він не залишив намірів вивести з політичної ізоляції Раду БНР. 3 цією метою ЦК закликав національно-демократичні партії повернути своїх представників до Ради і поставив завдання перетворити її в керівний національно-політичний центр боротьби за «відродження державності білоруського народу». Такі прагматичні устремління підтримували Білоруський учительський союз, профспілки залізничників, поштово-телеграфних службовців та ін.  Білоруські есери намагалися направити в русло боротьби за «національні ідеали» і свої селянські дружини.  Але останні були нестійкі та не могли зіграти вирішальну роль у їх боротьбі.  He підтримала ЦК БПС-Р і земсько-міське об'єднання політичних партій (меншовики, російські есери, бундівці), яке відстоювала ідею автономії Білорусі в рамках Російської федеративної демократичної республіки. 
ЦК БПС-Р, залишаючись прихильником ідеї незалежності БНР, не визнав оголошену більшовиками 1 січня 1919 Білоруську Радянську Соціалістичну Республіку (БРСР). Керівництво партії заявило, що БРСР не є в повному розумінні державою, і закликала своїх політичних союзників не надавати їй підтримки. Ще в грудні 1918 ЦК БПС-Р підтримав ідею Ради БНР про укладення союзу з Литовською Тарібо, яка погодилася на приєднання Гродненської губернії до Литовської держави, хоча це й суперечило постійним заявам есерівських керівників про «неподільність Білорусі», відданість «святій білоруській справі».  Але і ця комбінація була безперспективною. Зусилля білоруських есерів, як і інших національно-демократичних партій, домогтися територіальної автономії переривалися литовським урядом. 
У березні 1919 ЦК БПС-Р виступив проти об'єднання Литви і Білорусі в Литовсько-Білоруську Радянську Соціалістичну Республіку (Літбел). У цей період розбіжності між комуністами і білоруськими есерами виявилися перш за все в національному й аграрному питаннях. ЦК БПС-Р відхилив програму КП (б) Лібь, в якій робилася ставка на організацію в республіці колгоспів і радгоспів замість передачі селянам вилученої поміщицької землі. Протистояння призвело до того, що БПС-Р змушена була перейти на нелегальне становище на радянській території. Після зайняття Білорусі польськими військами ЦК БПС-Р налагодив контакт із керівництвом Польської соціалістичної партії, намагався домогтися передачі «цивільної влади» в Білорусі Раді БНР. Однак польські правлячі кола, які на словах підтримували ідею федерації Білорусі з Польщею, насправді прагнули перетворити білоруські землі в невід'ємну частину своєї держави. Це змусило БПС-Р стати в опозицію до польської влади, що білоруські есери відкрито продемонстрували в червні 1919 на Білоруському з'їзді Віленщини і Гродненщини. Під впливом делегатів-есерів з'їзд висловився за відродження литовсько-білоруської держави в кордонах колишнього ВКЛ. 
У вересні 1919 керівництво БПС-Р заявило, що ідею встановлення республіканського ладу в Білорусі може реалізувати тільки робочий конгрес, обраний на основі загального виборчого права всіма робочими верствами білоруського народу.  На думку есерів, у його складі не повинно бути представників експлуататорських класів - поміщиків і духовенства.  БПС-Р таким чином робила крок назустріч більшовикам, які вважали Установчі збори і в цілому форми парламентаризму несумісними із завданнями соціалістичної революції.  Хоча есери не визнавали радянську владу в якості прийнятної форми для держави робітників, вони висловилися за Білоруську трудову народну республіку.  Під нею БПС-Р розуміла встановлення диктатури всього трудового народу, а не тільки пролетаріату. 
11 липня 1919 ЦК БПС-Р в газеті «Білоруська думка» опублікував декларацію, в якій закликав створити загальний фронт боротьби за звільнення Білорусі. У документі зазначалося, що, «залишаючись на основі об'єднання всіх політичних груп і партій, БПС-Р, беручи до уваги всю хаотичну дезорганізацію білоруської національно-політичної думки і ту особливу політику, яку ведуть багато діячів від імені білоруського народу, вважає за необхідне вести найактивнішу боротьбу з цим злом і закликає, щоб усі разом створили спільний фронт, єдиний потужний національно-політичний організм, який повів би боротьбу за звільнення Білорусі». Це звернення було адресовано і більшовикам. БПС-Р схилялася до співпраці з ними в ході боротьби з польськими окупантами, зайняла різко негативну позицію щодо тих сил, які підтримували ідею укладення «унії Білорусі з Польщею». У листопаді 1919 на своїй конференції в Мінську есери порвали з тими політичними партіями, що орієнтувалися на Польщу. Вони оголосили себе «третьою силою», яка бореться за національну незалежність на 2 фронти - проти польських інтервентів і проти «імперіалістичної-Московсько-денікінської сили», що йде зі Сходу. 
Змінивши тактику, БПС-Р відмовилася від боротьби з радянською владою, підтвердила неприйняття будь-якої коаліції з буржуазними партіями. У прийнятій конференцією резолюції говорилося, що БПС-Р буде проводити в життя Третю статутну грамоту, яка проголосила незалежність Білорусі. Есерівські лідери також стверджували, що мета їхньої партії - встановлення «середньої влади» (диктатури трудового народу), яка стоїть між диктатурою пролетаріату і диктатурою буржуазії, що політичний курс БПС-Р повністю підпорядкований боротьбі за «чисту демократію» і «народовладдя». Свої постулати білоруські есери винесли 12 грудня 1919 року на сесію Ради БНР, скликаному після річної перерви з дозволу Ю. Пілсудського. Їх представники, з огляду на патріотичний настрій широких мас трудового народу, відкрито засудили господарювання польських інтервентів в Білорусі, підтвердили 3-ю статутних грамот і прийняли рішення про скасування оголошеного окупантами плебісциту на білоруському території.  Захопивши ініціативу на сесії, фракція БПС-Р домоглася переобрання Ради БНР, яка затвердила новий склад уряду на чолі з В. Ластовським.  Це викликало репресії польської влади проти есерів, в результаті чого партія змушена була перейти на нелегальне становище.  Урядовці та президії есерівської Ради перебралися до столиці Литовської республіки - Каунаса. 
Зміна курсу білоруськими есерами уможливило їх зближення з комуністами. У грудні 1919 за ініціативою ЦК КП (б) Лібь у Смоленську відбулася нарада з представниками БПС-Р, на якій було вироблено угоду про спільну боротьбу. У підписаному обома сторонами договорі зазначалося, що БПС-Р бере на себе обов'язок активно захищати соціальні та національні інтереси білоруського трудового народу. Досягнуто компроміс між есерами і більшовиками поклав початок новому етапу боротьби за відродження білоруської національної державності. У квітні 1920 ЦК КП (б) Лібь за вказівкою ЦК РКП (б) ввів своїх представників у Білоруський повстанський комітет, організований есерами в Мінську.  Він виконував функції керівного центру з організації збройного опору польській владі. 
4 березня 1920 на з'їзді білоруських есерів в Мінську ЦК партії офіційно заявив, що члени БПС-Р разом з усіма революційними силами виступають за відновлення влади трудящих, яка повинна вирішити й питання про національну державність білоруського народу.  З'їзд прийняв нову програму, в яку були включені вимоги соціалістичного характеру.  Вона засуджувала капіталізм і в кінцевому підсумку формулювала перебудову суспільства на основі соціалістичної.  Початковим питанням програми було національне.  Його постановка витікала із загальної теорії національно-демократичних партій, які стверджували, що революція на Білорусі не пролетарська, а аграрно-селянська, головний зміст якої спрямовано на боротьбу за «національне визволення білоруського народу».  Підкреслювалося, що «як один із загонів армії інтегрального соціалізму, який поставив собі за мету створити для трудового народу Білорусі такі умови життя, за яких він міг би абсолютно вільно розвивати свої духовні сили і господарські багатства, що в повній мірі можливо тільки при здійсненні соціалізму, - партія визнає першим та основним своїм завданням боротьбу за Білоруську робочу соціалістичну республіку». Висувалося політична вимога встановлення «диктатури трудового народу» у формі Рад і ставилося завдання боротьби за незалежну Білоруський робочу соціалістичну республіку, яка повинна була увійти до світової федерації вільних народів. У соціально-економічному плані перевага віддавалася соціалізації землі, розвитку виробничих і споживчих об'єднань, робочої та селянської кооперації.  Допускалася націоналізація землі, великої промисловості. 
У 1920 після захоплення Мінська більшовицькою владою білоруські есери висловилися за тісну співпрацю з більшовиками. ЦК КП (б) Лібь визнав можливим допустити ліві партії національної демократії, в т. Ч і БПС-Р, які стояли на радянській платформі, до відродження білоруського національної державності, участі в господарському і культурному будівництві. Однак ця співпраця була недовгою. Більшовицьке керівництво відмовилося від підписаного з есерами договору в грудні 1919, активно почало проводити тактику політичної ізоляції білоруських есерів. Це і змусило ЦК БПС-Р відмовитися від підписання Декларації про проголошення незалежності БРСР ( 31 липня 1920 р.). На думку керівництва білоруських есерів, зміст цього документа не відповідав політичним цілям партії. Лідери БПС-Р оголосили себе політичною опозицією і вимагали скликати Всебелоруський робочий конгрес, щоб вирішити на ньому питання про державний устрій в Білорусі, сформувати коаліційний уряд з представників комуністів і лівих партій національної демократії (переважання в ньому віддавалася БПС-Р), створити білоруську армію , відновити БРСР на всій етнографічній території проживання білорусів. ЦБ КП (б) Б відхилила ці вимоги і висловилася за розрив відносин з білоруськими есерами. Почалося відкрите протистояння 2 політичних партій в основному з питань характеру влади, суверенітету БРСР і розширення території республіки до етнографічних кордонів (БРСР в кінці 1920 фактично була відновлена в межах 6 повітів Мінської губернії).  БПС-Р вважала неприпустимою диктатуру пролетаріату, робітничого класу в Білорусі, вимагала встановлення «диктатури трудового народу» в особі повновладних «робочих Рад», повернення селянству «боргів» за конфіскований хліб.  У національному питанні БПС-Р не визнала анексії білоруських територій Польщею і включення частини Вітебської та Гомельської губерній до складу Української РСР. 
По суті білоруські есери орієнтувалися на Раду БНР та емігрантський уряд Ластовського в Литві. Іноземне Бюро ЦК БПС-Р взяло на себе ініціативу об'єднання всіх сил білоруського політичного руху, що опинилися за межами БРСР. 3 цією метою воно у вересні 1921 скликало у Празі Всебелоруську конференцію, де були представлені різні білоруські політичні угруповання.  Конференція висловилася за підготовку збройного повстання, яке, на думку організаторів, мало охопити територію Західної Білорусі та БРСР.  У розрахунки есерівських лідерів входило об'єднання під егідою БНР обох частин Білорусі.  Однак цей план не був реалізований. 
У кінці 1920 - початку 1921 офіційні радянські структури почали застосовувати силові прийоми боротьби проти БПС-Р. У лютому 1921 ОГПУ заарештувало 860 активних членів БПС-Р, в т. ч. членів ЦК і Мінського губкому. Хоча всі заарештовані були пізніше випущені та переправлені на територію Західної Білорусії, над партією нависла серйозна загроза. Розвиток революційного руху в Західній Білорусі призвів до того, що частина білоруських есерів, які працювали в підпіллі, почали зближуватися з Комуністичною робочою партією Польщі і, створивши Білоруську революційну організацію, в 1924 влилася до Комуністичної партії Західної Білорусі (КПЗБ) . Тактика КПЗБ була спрямована на залучення до своїх лав найбільш радикальних елементів національної демократії (в т. ч. і членів БПС-Р) з метою сприяння їх подальшої еволюції та зближення з комуністами.  У таких рамках співпраці коректувалася поведінка білоруських есерів та активно підтримувалася лінія на самоліквідацію цієї партії. 
Під тиском ЦК КП (б) Б 8 червня 1924 в Мінську розпочався з'їзд колишніх членів БПС-Р. Всього з'їхалося близько 40 делегатів. Були представлені наступні регіони: Мінський (8 осіб), Слуцький (14), Гродненський (6), Новогрудский (1), Віленський (1), Могильовський (2), Борисовський (1), Ігуменський (7). На з'їзді були присутні відомі діячі колись найвпливовішої та найчисленнішої білоруської партії: А. Трофимов, М. Асвятимський, Р. Казячий, А. Карабач та ін. Загальний настрій делегатів і напрямок роботи визначив В. Ігнатовський, раніше також есер, який зараз виступав з вітальним словом від КП (б) Б: «Комуністична партія сподівається, що Ви далі будете працювати під прапором Компартії». 9 червня з'їзд ухвалив заключну резолюцію.  Відзначивши «повний розкол Білоруської партії соціалістів-революціонерів і безглуздість її існування», колишні есери ухвалили вважати свою партію ліквідованою. 
16 серпня 1924 члени президії з'їзду А.  Трофимов, А. Карабач і М. Асвятимський направили до ЦК КП (б) Б лист, в якому просили пояснити питання про їх включення в Компартію.  Колишніх членів БПС-Р (напр., на відміну від бундівців, яких брали в партію автоматично, враховуючи і революційний стаж) брали до КП (б) Б на індивідуальній основі. 
Саморозпуск БПС-Р, як і інших національно-демократичних партій, привів до ліквідації в Білорусі організованої політичної опозиції. В кінці 1920-1930-х років всі колишні члени партії білоруських есерів були безпідставно репресований. У 1937 колишні керівники БПС-Р були притягнуті до судової відповідальності за т. зв «Справу есерів» і засуджені до вищої міри покарання. Реабілітовані у 1988. 

## Відомі члени
- Володимир Курбський-Кузнецов
- В. Ластовський